# Ebenezer Teichelmann
Ebenezer Teichelmann, né en 1859 en Australie-Méridionale et mort le 20 décembre 1938, est un chirurgien, un alpiniste et un photographe spécialisé dans la photo de montagne. Il s'installe en Nouvelle-Zélande le 11 février 1887. Il réalise 26 premières ascensions de montagne, dont celle du mont Douglas, celle du mont Green et celle du mont Walter, et 7 premières ascensions de cols. En 1936, il a été élu président du New Zealand Alpine Club et en 1937 membre à vie du même club.